# تاکو (کیریباتی)
تاکو (به لاتین: Taku) یک منطقهٔ مسکونی در کیریباتی است که در جزایر گیلبرت واقع شده‌است. تاکو ۱۵۱ نفر جمعیت دارد.